# Radkersburg (district)
Het Bezirk Radkersburg was een district in de Oostenrijkse deelstaat Stiermarken. Het district had ongeveer 24.000 inwoners toen het op 1 januari 2013 samengevoegd met het Bezirk Feldbach tot Südoststeiermark.

## Gemeenten
- Bad Radkersburg
- Bierbaum am Auersbach
- Deutsch Goritz
- Dietersdorf am Gnasbach
- Eichfeld
- Gosdorf
- Halbenrain
- Hof bei Straden
- Klöch
- Mettersdorf am Saßbach
- Mureck
- Murfeld
- Radkersburg Umgebung
- Ratschendorf
- Sankt Peter am Ottersbach
- Straden
- Tieschen
- Trössing
- Weinburg am Saßbach

Bruck-Mürzzuschlag · Deutschlandsberg · Graz · Graz-Umgebung · Hartberg-Fürstenfeld · Leibnitz · Leoben · Liezen · Murau · Murtal · Südoststeiermark · Voitsberg · Weiz

Voormalige districten: Bruck an der Mur · Feldbach · Fürstenfeld · Hartberg · Judenburg · Knittelfeld · Mürzzuschlag · Radkersburg